# Bartošovice v Orlických horách
Bartošovice v Orlických horách là một làng thuộc huyện Rychnov nad Kněžnou, vùng Královéhradecký, Cộng hòa Séc.